# Establo Nakamura (1986–2013)
El Establo Nakamura (中村部屋, Nakamura-beya) fue un establo de entrenamiento de sumo profesional. El establecimiento formó parte del ichimon Takasago. Su última generación fue fundada en mayo de 1986 por el ex sekiwake Fujizakura tras independizarse del establo Takasago. El primer sekitori producido por el establo fue Saigo[ja] en noviembre de 1995. Nakamura no logró llevar a ninguno de sus luchadores a la división makuuchi. Para diciembre de 2007, el establo poseía un total de 14 luchadores. El establo solía tener un política de no reclutar extranjeros ni competidores universitarios. En cambio, el maestro Nakamura solo aceptaba dentro de sus filas a nuevos reclutas recién graduados de secundaria. Sin embargo, este si les permitió a sus luchadores realizar cursos por correspondencia a través de internet.
Fujizakura alcanzó la edad de retiro obligatoria a los 65 años a principios de 2013, y al no haber designado ningún sucesor adecuado para el cargo, el establo tuvo que ser cerrado en diciembre de 2012, con cinco de sus luchadores restantes, incluyendo al ex jūryō Hishofuji, siendo transferidos al establo Azumazeki, y otros dos retirándose.
Las instalaciones del establo fue subsecuentemente ocupadas por el establo Musashigawa.

## Dueños
- 1986–2013:  El décimo (10°) Nakamura (ex sekiwake Fujizakura)

## Exluchadores destacados

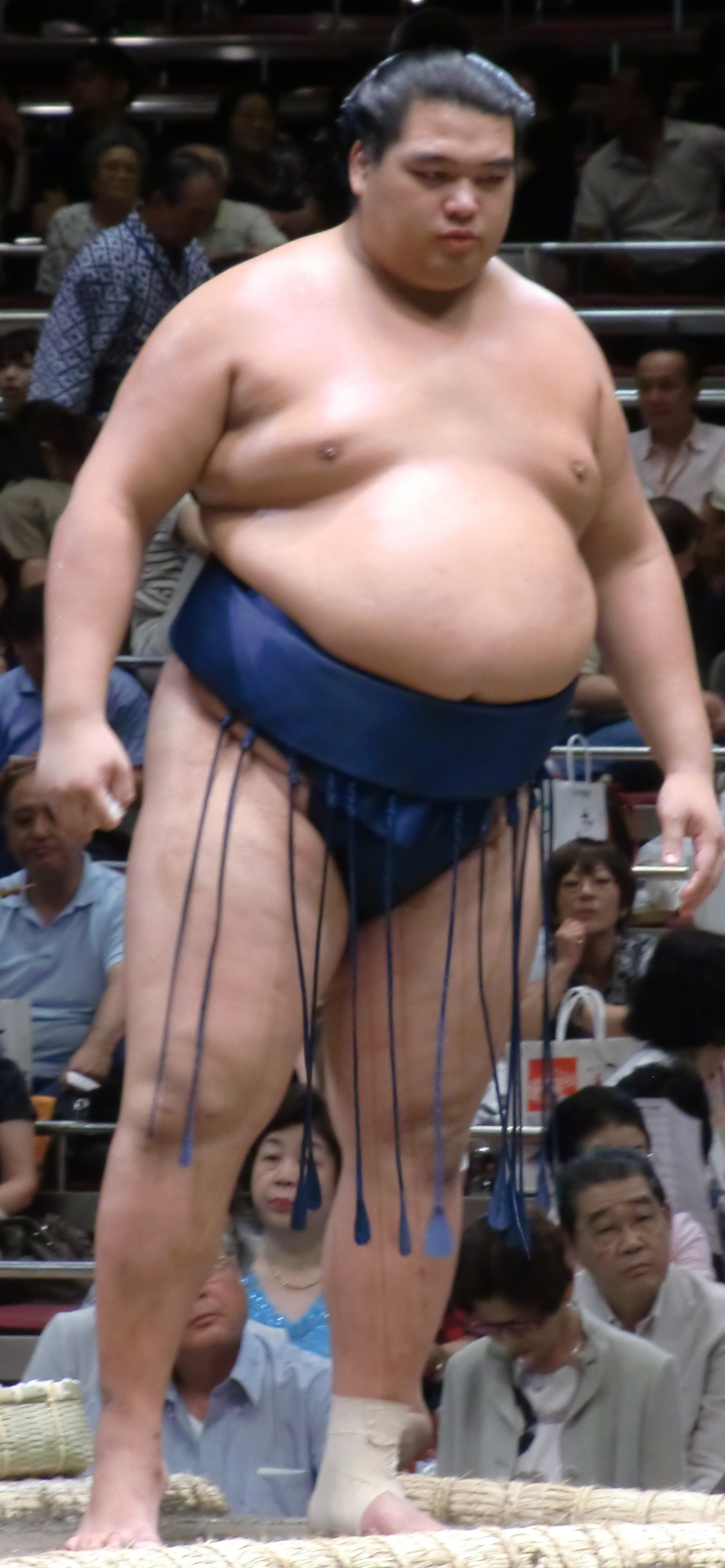
Hishofuji fue el último de los cuatro sekitori producidos por el establo Nakamura

- Saigo[ja] (ex jūryō)
- Sumanofuji[ja] (ex jūryō)
- Ichinotani[ja] (ex jūryō)
- Hishofuji (ex jūryō)